# Ethyan González
Ethyan Jesús González Morales (Santa Cruz de Tenerife, 6 de junio de 2002), conocido como Ethyan González, es un futbolista español que juega de delantero en el  SCU Torreense  de la Segunda Federación.

## Trayectoria
Nacido en Santa Cruz de Tenerife, Islas Canarias, se unió a la cantera del C. D. Tenerife en 2014, procedente de la U. D. Cruz Santa.
El 17 de febrero de 2021 debutó con el C. D. Tenerife "B" en Tercera División, en un encuentro en el que marcó dos goles y dio una asistencia. Consiguió ver puerta en sus primeros siete partidos con el equipo para sumar un total de doce tantos.
El 15 de agosto de 2021 hizo su debut con el primer equipo del C. D. Tenerife en la Segunda División, reemplazando a Álex Bermejo en una  victoria por dos goles a uno frente al C. F. Fuenlabrada. Desde ese día participó en nueve partidos entre la Segunda División y la Copa del Rey.
El 1 de septiembre de 2022, tras haber renovado su contrato hasta junio de 2026, se marchó cedido al Atlético de Madrid "B" para competir en la Segunda Federación durante la temporada 2022-23.

## Clubes
| Club                            | País   | Año       |
| ------------------------------- | ------ | --------- |
| C. D. Tenerife "B"              | España | 2021-act. |
| C. D. Tenerife                  | España | 2022-act. |
| Atlético de Madrid "B" (cedido) | España | 2022-2023 |
| U. D. Cruz Santa                | España | (Base)    |